# Décennie 1380 en arts plastiques
Chronologie des arts plastiques
Années 1370 - Années 1380 - Années 1390

## Événements
- 1380 : le peintre chinois Wang Meng est accusé injustement de conspiration contre l'empereur ming Hongwu, après s'être rendu à une assemblée de lettrés chez le ministre Hu Weiyong en 1379. Il est jeté en prison où il meurt cinq ans plus tard[1].

- 1388 : Cao Zhao publie en Chine le Gegu yaolun ou  Ko Ku Yao Lun, les critères essentiels des antiquités[2].

## Réalisations
- Vers 1379-1383  : retable de Grabow, de maître Bertram, pour l'église Saint-Pierre de Hambourg[3].
- Après 1379 :  icône de la Sainte Trinité Zyrianskaïa, attribuée à Étienne de Perm[4].
- 1384 : le verrier Hermann de Münster réalise la verrière occidentale de la cathédrale de Metz[5].
- 1385 :
  - le sculpteur Claus Sluter est employé par le duc de Bourgogne Philippe II le Hardi à Dijon[6]. Il réalise le portail de la chartreuse de Champmol près de Dijon (fin en 1395).
  - fresques de la chapelle Castellani de l'église Santa Croce de Florence d'Agnolo Gaddi[7].
- 1389 : l'orfèvre parisien Hermann Ruissel (en) crée Les Trois Frères, un joyau pour le duc de Bourgogne Jean sans Peur[8]

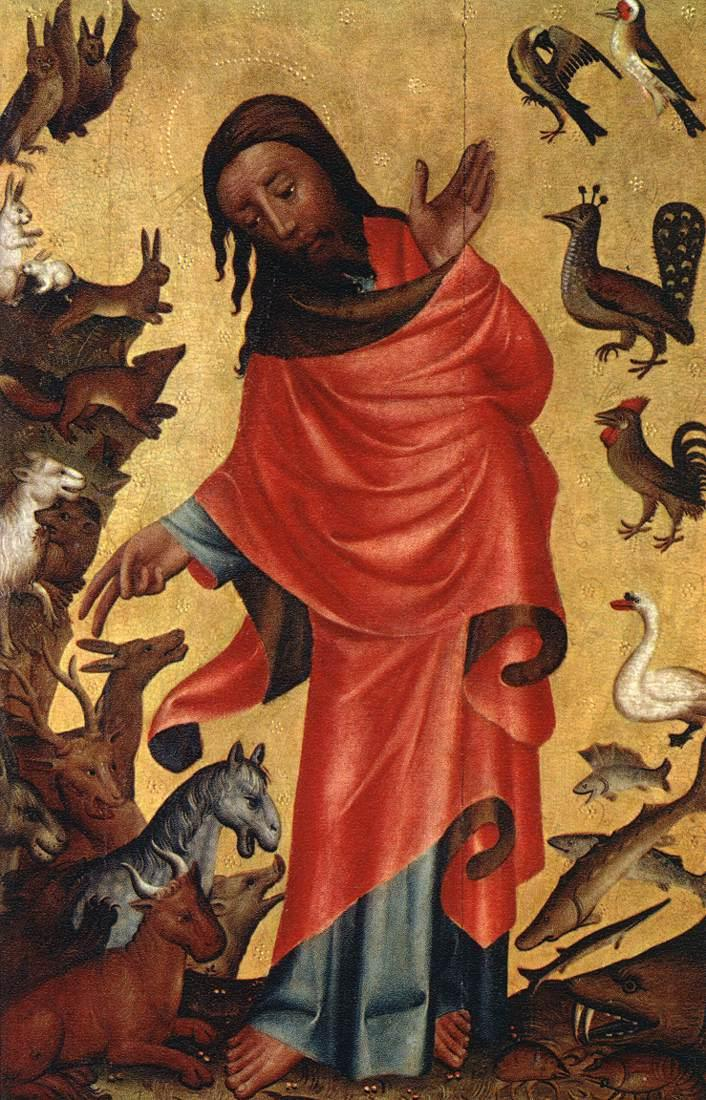
Maître Bertram, la création des animaux.
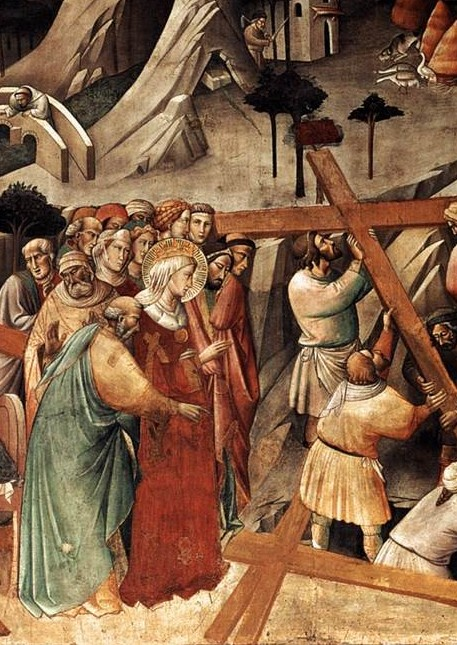
Agnolo Gaddi, Histoire de la Vraie Croix.
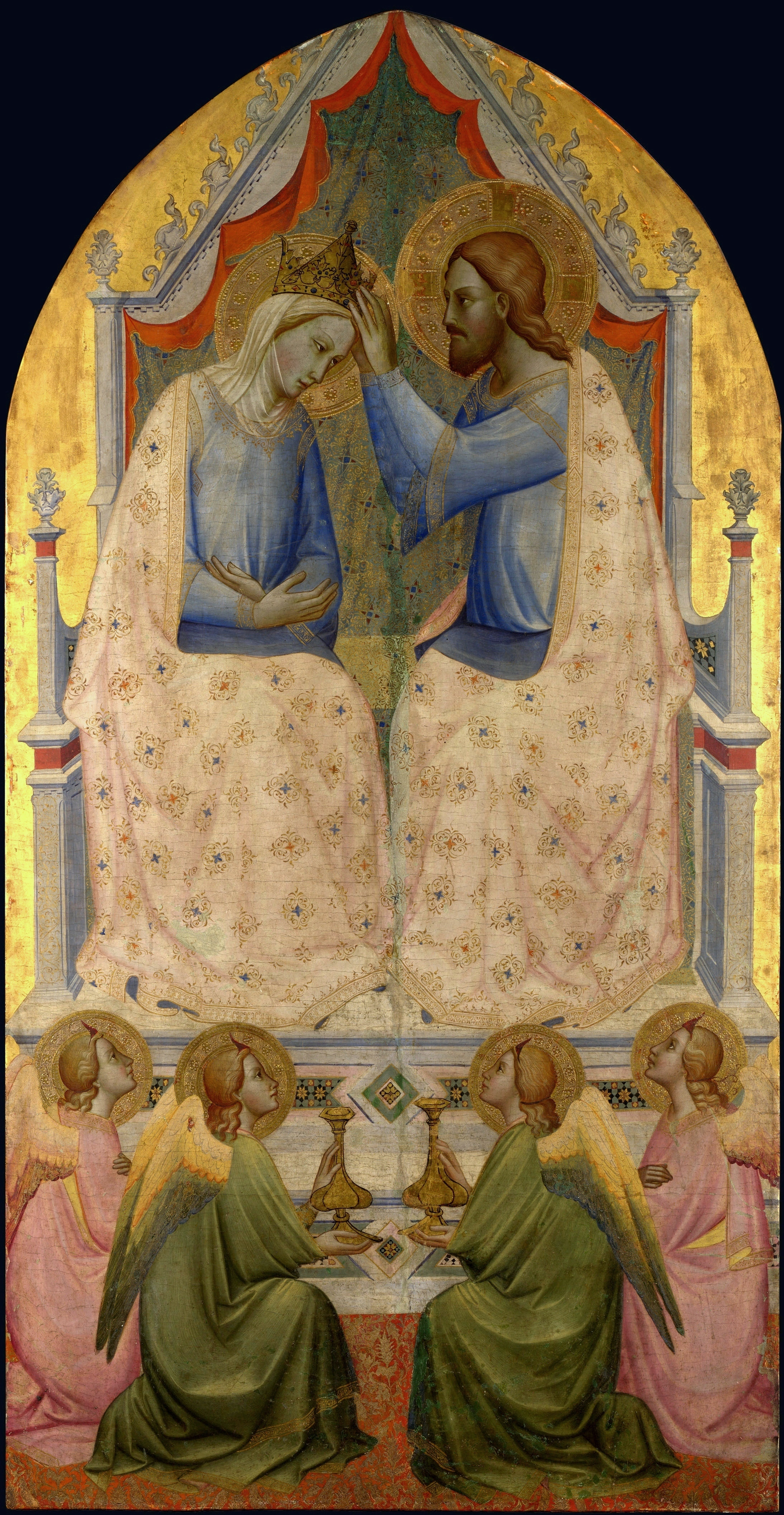
Agnolo Gaddi, Couronnement de la Vierge.
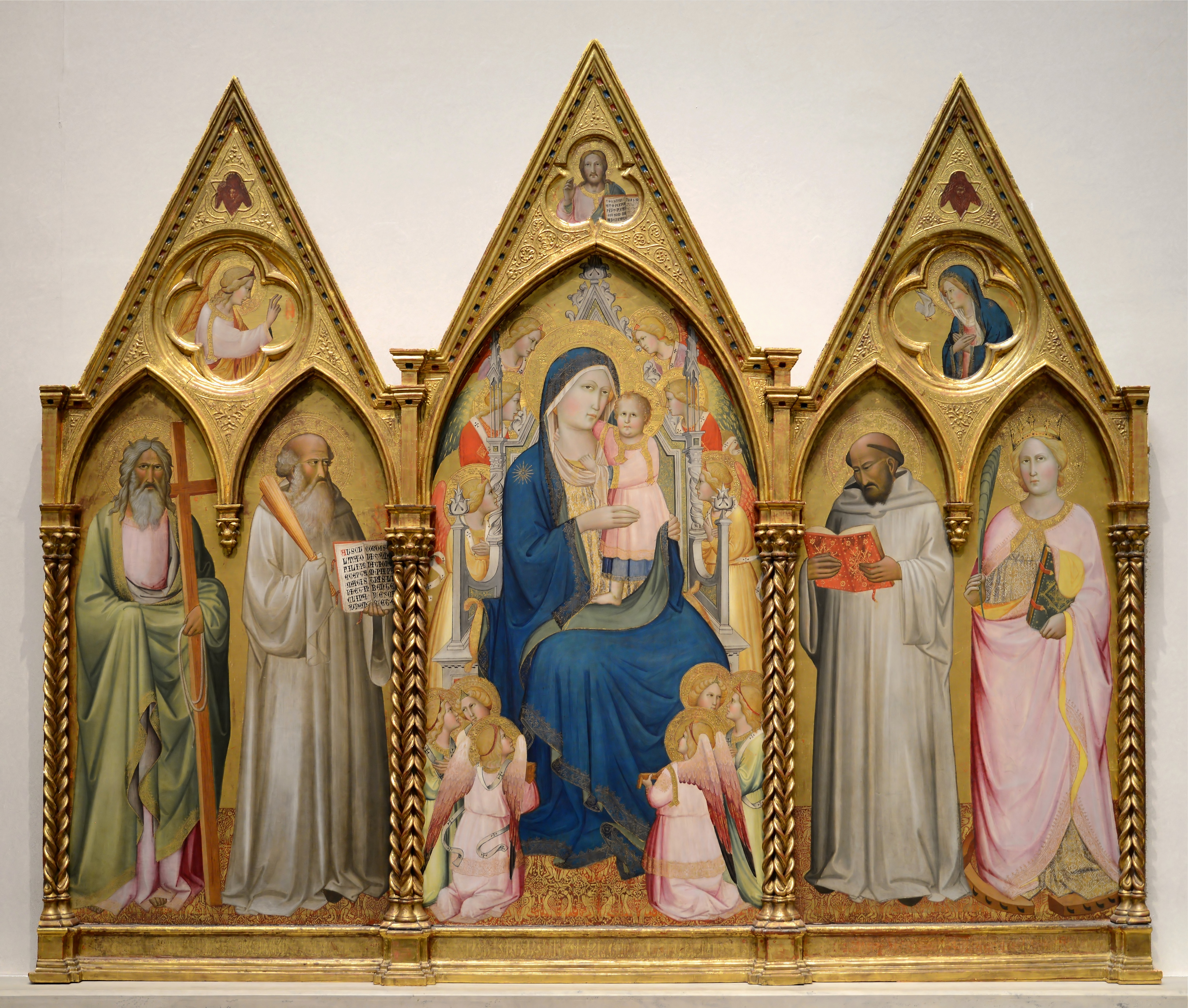
Agnolo Gaddi, Vierge et l'Enfant trônant entourés de saints et d'anges.
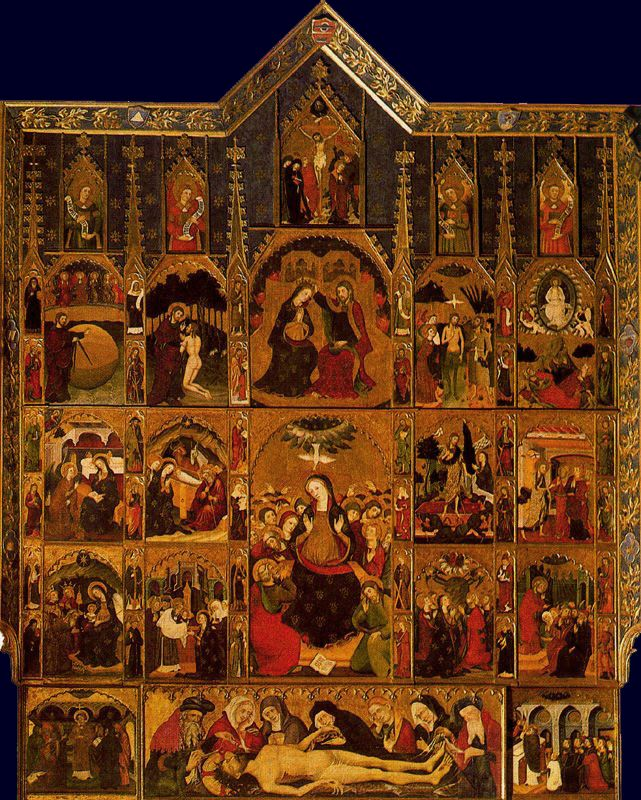
Retable du Saint-Esprit de la collégiale basilique de Manresa.

## Naissances
- Vers 1380 :
  - les frères de Limbourg, peintres et enlumineurs néerlandais.
  - Nanni di Banco, sculpteur florentin.
- 1383 : Masolino da Panicale, peintre italien.
- Vers 1386 : Donatello, sculpteur florentin.
- 1387 : Parri Spinelli, peintre siennois.
- 1388 : Xia Chang, peintre chinois.
- Vers 1388 : Dai Jin, peintre chinois.

## Décès
- 1381 : Jean de Liège, sculpteur liégeois.
- Vers 1385 : Wang Meng, peintre chinois.
- 1389 : Luca di Tommè, peintre italien.